# Värmlands Säby

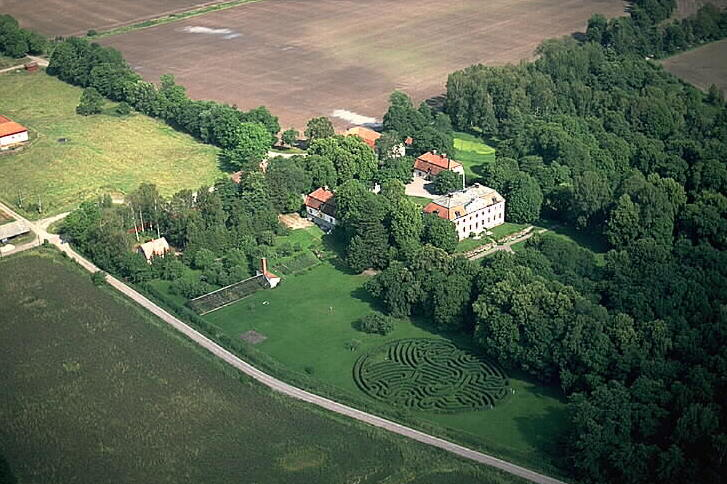
Flygfoto över Värmlands Säby

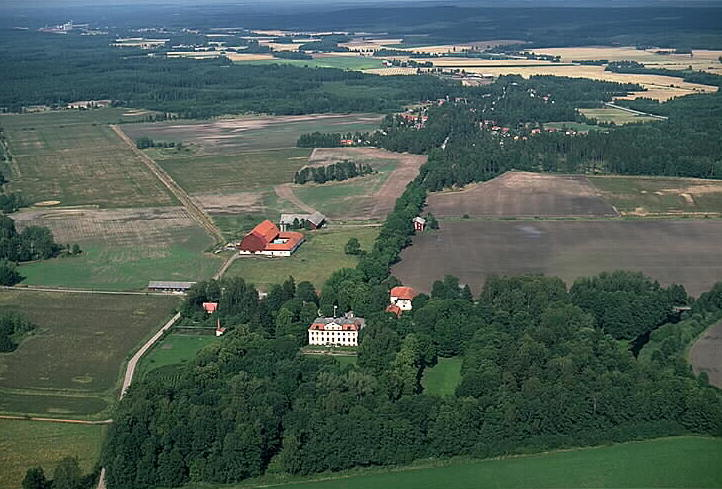
Värmlands Säby i förgrunden

Värmlands Säby är en herrgård i Visnums socken, Kristinehamns kommun, Värmland. Egendomen är belägen sydost om småorten Nybble och klassas som byggnadsminne sedan 1970.

## Arkitektur
Huvudbyggnaden är ett tvåvånings stenhus i svensk herrgårdsstil med brutet tak och barockfronton över mittpartiet samt två fristående flyglar i sten. 

## Historik
Enligt ägarlängden omtalades Säby första gången 1216 i ett påvligt bekräftelsebrev på Riseberga klostergods, då med namnformen "Sebui". Det drogs in av Gustav Vasa, blev kronogods och tillhörde därefter hertig Karl. Han bytte 1596 bort det till sin befallningsman i Värmland, Bo Ribbing. Genom gifte kom den till friherre Henrik Horn af Marienburg. Det såldes 1739 till friherre Fredrik Henric Sparre och 1745 till översten Karl Linroth (död 1792). Han lät 1772 uppföra den nuvarande huvudbyggnaden efter arkitekt Johan Georg Reinckes ritningar. Friherre Gustaf Åkerhielm, som köpte Säby på 1870-talet, ryckte upp godset ur dess dåvarande förfall och fördubblade arealen genom invallningar mot Vänern och torrläggningar.
Herrgården ägdes av friherre Gustaf Gabriel Falkenberg af Trystorp åren 1939–1947, och övertogs senare av Henric Falkenberg af Trystorp som innehade egendomen fram till 2016.
Värmlands Säby ägs sedan 2017 av friherre Jockum Beck-Friis.

## Ägarlängd
- 1640–1642 Bengt Ribbing och Metta Ribbing
- 1642–1653 Bengt Ribbing g.m. 1. Ebba Sparre 2. Anna Bonde
- 1653–1693 Emerentia Ribbing (död 1670) g.m. Henrik Henriksson Horn af Marienborg
- 1693–1738 Bengt Horn af Marienborg (död 1718) g.m. Christina Sperling
- 1738–1744 Fredrik Henric Sparre g.m. 1. Virginia Christina Lillenhöök 2. Ulrica Maria Tessin
- 1744–1745 Johan Adelheim g.m. 1. Brita Bratt 2. Anna Lisa Hjertzell 3. Christina Magdalena Roos af Hjelmsäter
- 1745–1792 Carl Linroth g.m. Brita Maria Åkerhielm
- 1792–1824 Carl Evert Linroth g.m. Ulrica Helena Posse
- 1824–1846 Carl Evert Peter Linroth g.m. Christina Margareta Sack
- 1846–1847 Carl Gabriel Linroth
- 1847–1856 Johannes Lindberg
- 1856–1867 J Adolf Åkerström och Erik Olof Palm
- 1867–1869 August Lamm
- 1869–1871 Hypoteksföreningen
- 1871–1894 Gustaf Samuel Åkerhielm af Margretelund g.m. Ebba Aurora Ulrica Gyldenstolpe
- 1894–1939 Ebba Aurora Charlotta Åkerhielm af Margretelund (död 1931) g.m. Henric Conrad Falkenberg af Trystorp
- 1939–1947 Gustaf Gabriel Falkenberg af Trystorp g.m. Hedda Augusta Anna Louise Adelswärd
- 1947–2016 Henric Falkenberg af Trystorp (fram till 1988 tillsammans med Elise Falkenberg g. Beck-Friis)
- 2017– Jockum Gabriel Beck-Friis g.m. Diana Christina Heléne Ramel